# Accommodatie (oog)

Accommodatie van het oog.

Accommodatie is het aanpassen van de sterkte van de ooglens om op de gewenste afstand scherp te zien. Voorwerpen op verschillende afstanden van een lens zullen aan de andere kant van die lens ook op verschillende afstanden een scherp beeld geven. Aangezien de afstand van de ooglens tot netvlies in het oog niet kan veranderen, is het noodzakelijk dat iemand de vorm van zijn of haar ooglens en daarmee de sterkte ervan kan veranderen. 
Accommodatie vindt plaats met behulp van de musculus ciliaris, die de ooglens boller of minder bol maken. Deze spier wordt ook ciliaire of accommodatiespier genoemd. Het is de kringspier van het straalvormige lichaam in het oog. De ooglens wordt boller wanneer iemand deze spier aanspant en vlakker wanneer iemand deze spier ontspant.

## Afwijkingen
De toestand waarin iemand geen zichtafwijkingen heeft wordt emmetropie genoemd. De toestand waarbij de verhouding tussen de sterkte van de ooglens en de ooglengte bij een ontspannen accommodatie niet overeenkomen heet ametropie. De twee meest voorkomende redenen voor ametropie zijn bijziendheid en verziendheid.

## Bijziendheid
Iemand die bijziend of myoop is, kan voorwerpen ver weg niet scherp kan zien, maar nabijgelegen voorwerpen wel.

## Verziendheid
Wanneer men verziend of hypermetroop is, dus wel op grotere afstand scherp kan zien maar niet dichtbij, probeert het oog de lens zo sterk mogelijk samen te trekken. Hierdoor moet de musculus ciliaris voortdurend gespannen zijn, vooral wanneer men langdurig scherp wil stellen op voorwerpen dichtbij. Vooral ’s avonds kost dit veel moeite. Dit kan leiden tot vermoeidheid en hoofdpijn. Deze problemen worden met een bril of contactlenzen verholpen.

## Ouderdomsverziendheid
De stijfheid van de ooglens neemt vanaf een leeftijd van circa 45 jaar toe, waardoor accommoderen merkbaar moeilijker gaat, waardoor vooral lezen moeilijker wordt. Men krijgt de neiging het papier verder van zich af te houden. 'Mijn armen worden te kort' is hiervan een bekende omschrijving. Dit verschijnsel van verminderd accommodatievermogen heet ouderdomsverziendheid, oudziendheid of presbyopie en kan met een leesbril of een multifocale bril worden gecorrigeerd.

## Na een cataractoperatie
De lens kan ook ondoorzichtig worden, dat heet een cataract, en dat kan blindheid tot gevolg hebben. Dat kan in veel gevallen met een staaroperatie worden verholpen, waarbij vroeger de ooglens werd verwijderd. Iemand had daarna een zeer sterke bril, een staarbril nodig, maar men kan tegenwoordig de lens door een kunstlens vervangen. Het resultaat van een kunstlens komt geheel overeen met ouderdomsverziendheid: het zicht op afstand is als vanouds, om te lezen is een leesbril of een multifocale bril nodig. 